# Lübecker Rat 1810

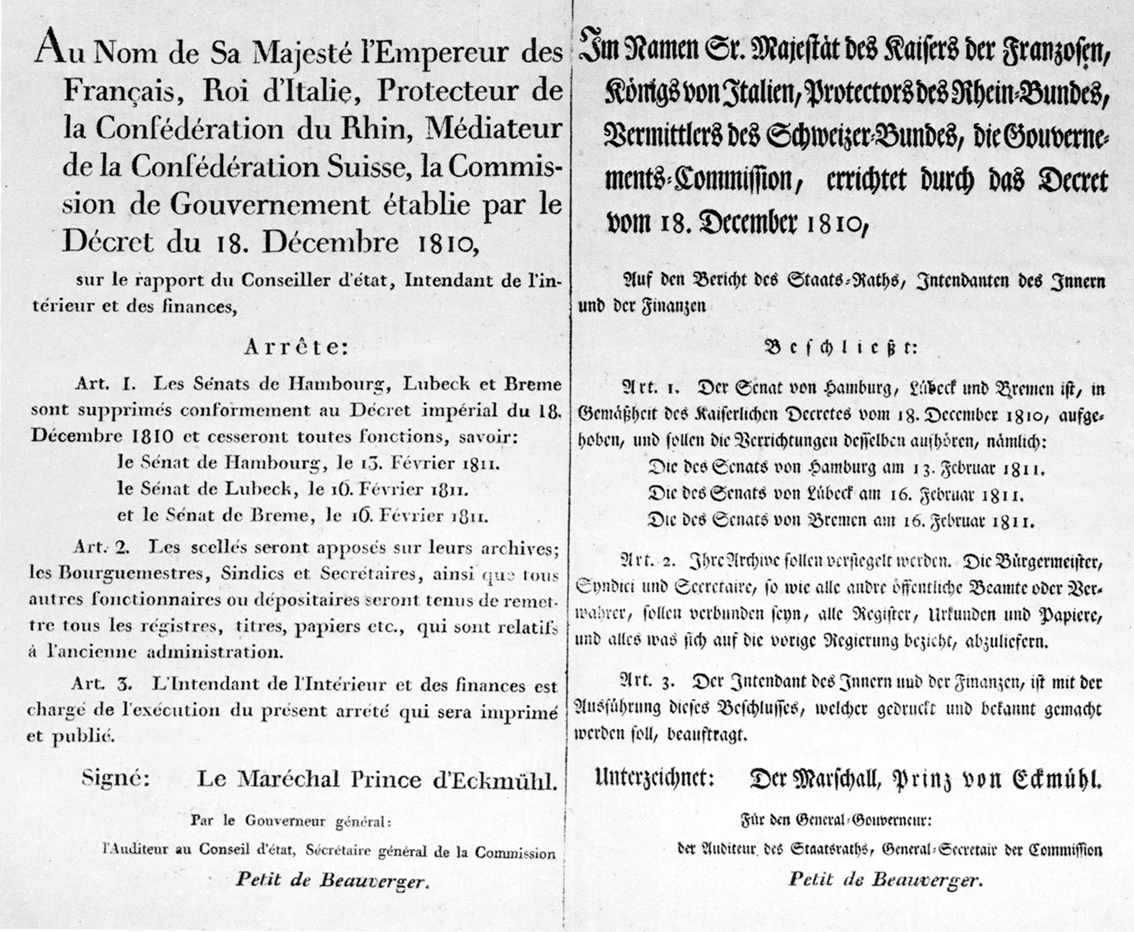
Dekret Davouts über die Aufhebung des Rates Anfang 1811

Der Rat der Freien und Hansestadt Lübeck als Kabinett im Jahr 1810, während der Lübecker Franzosenzeit und im Jahr vor der Eingliederung Lübecks als Bonne ville de l’Empire français in das Französische Kaiserreich, mit Amtszeiten und den berufsständischen Korporationen seiner Mitglieder. 

## Bürgermeister
- Johann Philipp Plessing seit 1804, Ratsherr 1782, Schonenfahrer. Gestorben 14. April 1810.
- Johann Caspar Lindenberg seit 1805, Ratsherr 1786
- Johann Matthaeus Tesdorpf seit 1806, Ratsherr 1794, Jurist
- Mattheus Rodde seit 1806 als außerordentlicher 5. Bürgermeister, Ratsherr seit 1789. Ausgeschieden 14. September 1810 wegen Bankrotts.
- Georg David Richerz seit 1810, Ratsherr 1799, Jurist

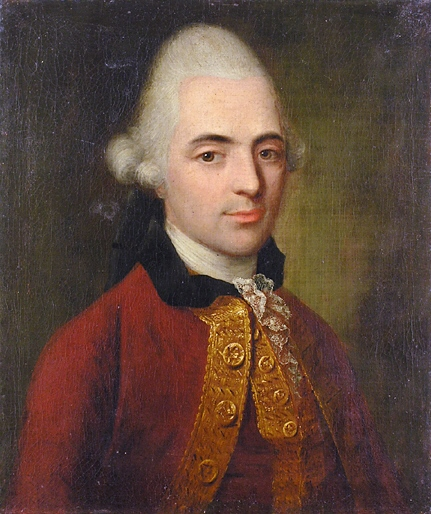
Johann Caspar Lindenberg porträtiert 1773 von Johann Jacob Tischbein
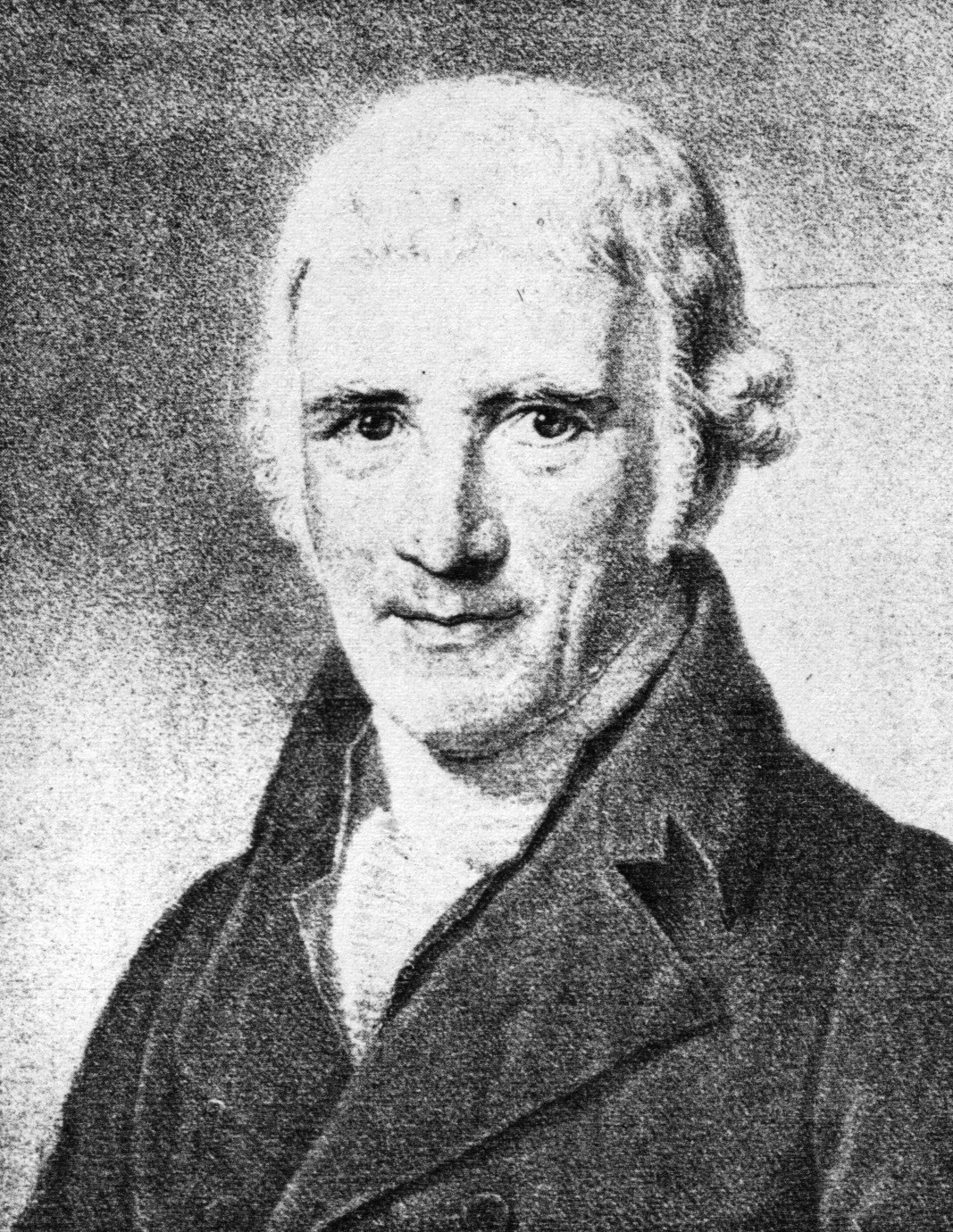
Johann Matthaeus Tesdorpf
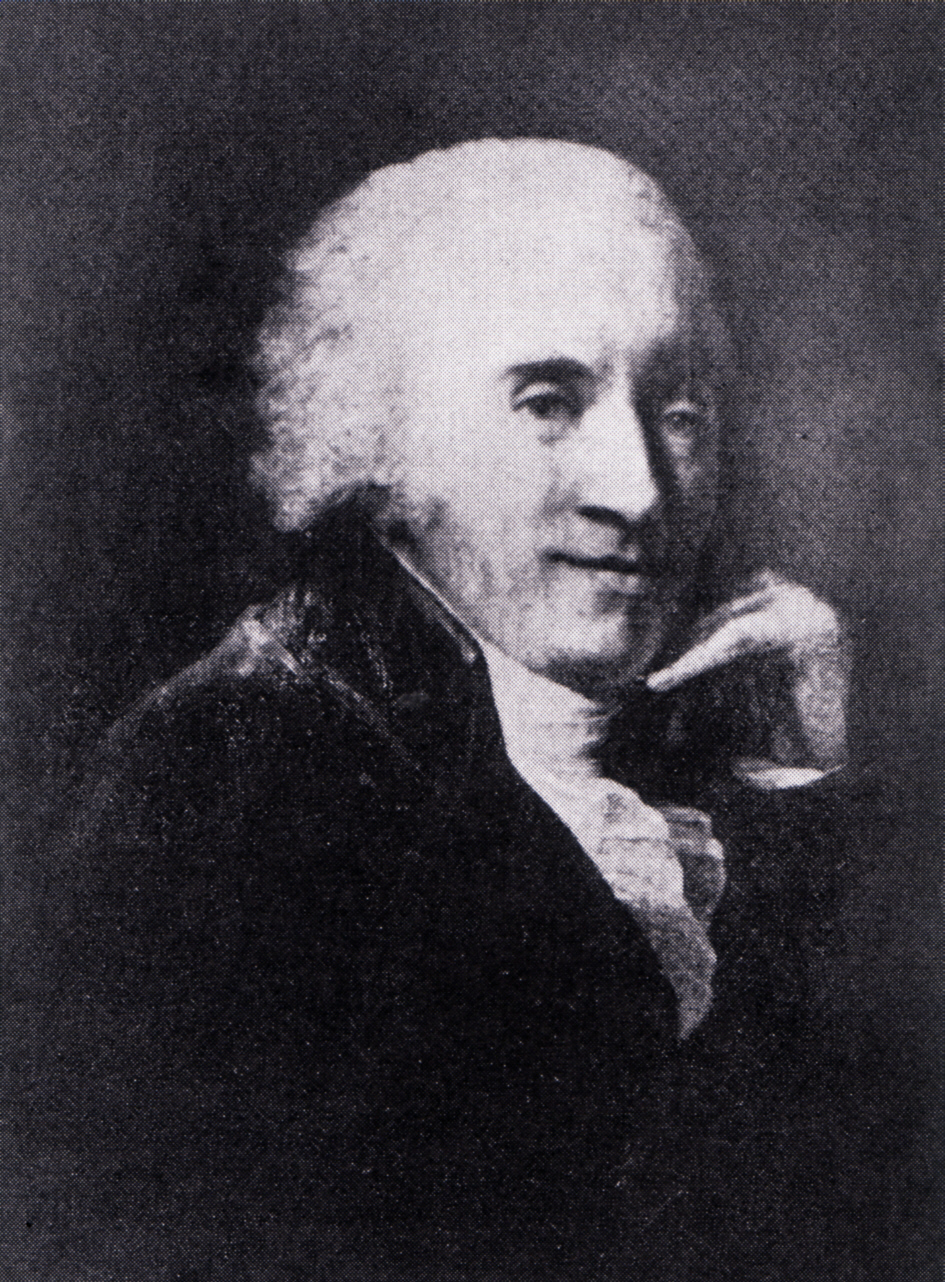
Mattheus Rodde

## Ratsherren
- Nicolaus Jacob Keusch seit 1790, Schonenfahrer
- Carl Gottfried Wildtfanck, seit 1790, Rigafahrer
- Peter Wilcken seit 1795, Kaufleutekompagnie
- Stephan Hinrich Behncke seit 1797, Bergenfahrer
- Georg Wilhelm Müller seit 1798, Schonenfahrer
- Friedrich Nölting seit 1798, Schonenfahrer
- Peter Hinrich Tesdorpf seit 1798, Kaufleutekompagnie
- Christian Adolf Overbeck, seit 1800, Rechtsberater der Schonenfahrer
- Johann Christoph Coht seit 1802, Bergenfahrer
- Christian Heinrich Kindler seit 1803, Jurist
- Johann Christian Grube seit 1804
- Johann Friedrich Hach seit 1805, Jurist
- Ludwig Mentze seit 1807, Jurist
- Johann Köhler seit 1807, Schonenfahrer
- Christian Nicolaus von Evers seit 1809, Zirkelgesellschaft
- Thomas Günther Wunderlich seit 1810, Kaufleutekompagnie

## Syndici
- Carl Georg Curtius, seit 1801, seit 1802 Erster Syndicus
- Anton Diedrich Gütschow, seit 1802